# Rob Swartbol

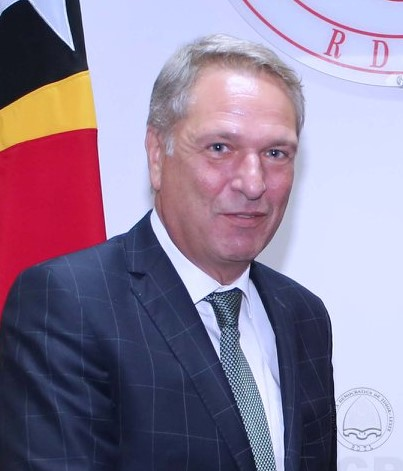
Rob Swartbol (2019)

Rob Swartbol (* 11. Januar 1964 in Den Haag, Niederlande; † 16. September 2021) war ein niederländischer Diplomat.

## Werdegang
1988 erhielt Swartbol einen Master-Titel in Politikwissenschaft (Internationale Beziehungen) an der Erasmus-Universität Rotterdam.
Swartbol bekleidete dann von 1990 bis 1995 verschiedene Positionen im Außenministerium. Dann war er bis 1998 Privatsekretär des Außenministers. Bis 2002 war Swartbol Leiter der politischen Abteilung der niederländischen Botschaft in Washington und dann bis 2006 Berater für Außenpolitik und Verteidigung im Ministerium für Allgemeine Angelegenheiten.
Von 2006 bis 2009 bekleidete Swartbol sein erstes Botschafteramt in Bratislava (Slowakei). Danach war er bis 2011 Direktor für Finanzangelegenheiten bei den Vereinten Nationen. Von 2011 bis 2012 war Swartbol stellvertretender, bis 2014 dann Generaldirektor für internationale Zusammenarbeit im Außenministerium. 2014 wurde er Botschafter der Niederlande in Jakarta, mit Akkreditierungen für Indonesien und Osttimor. Das Amt hatte er bis 2019 inne. Danach wurde er niederländischer Botschafter in Russland, musste aber aufgrund seiner schweren Erkrankung den Posten vorzeitig abgeben. Im September 2021 verstarb er. Swartbol hinterließ seine Lebensgefährtin und Kinder.